# Jutta Speidel
Jutta Speidel (Monaco di Baviera, 26 marzo 1954) è un'attrice, scrittrice e doppiatrice tedesca.
È famosa per aver interpretato Sorella Lotte Albers nella fortunata serie Un ciclone in convento. Oltre ad aver recitato in diversi ruoli ed in varie puntate della popolare serie televisiva tedesca L'ispettore Derrick, ha partecipato nel 1980 al poliziesco Poliziotto solitudine e rabbia, per la regia di Stelvio Massi.

## Biografia
Jutta Speidel è figlia di un avvocato specializzato in brevetti. Ha ottenuto il suo primo ruolo cinematografico all'età di quindici anni come comparsa nel terzo episodio della serie Die Lümmel von der Erste Bank, al cui staff permanente è appartenuta da quel momento in poi. Seguirono apparizioni in film comici e anche nel primo episodio di Rapporto sul comportamento sessuale delle studentesse.
Dopo essersi diplomata al liceo, ha lasciato la scuola nel 1973 per diventare attrice e si è formata per tre anni alla scuola di recitazione Huber-Neureuther di Monaco. Nel 1974, Rainer Erler la scelse per il ruolo principale nel suo film Die letzten Ferien mentre stava migliorando la sua formazione come attrice, il che significò la svolta di Speidel come tale. Nel 1979 ci fu un'altra collaborazione tra Erler e Speidel. Ha saputo affermarsi a livello internazionale anche nel ruolo principale della giovane Monica nel film televisivo Fleisch, girato negli Stati Uniti e che tratta il tema del traffico di organi.
Da allora ha recitato in numerosi film e serie televisive. Nel 1977 ha assunto il ruolo principale nella serie televisiva ZDF in 13 parti diretta da Rudolf Jugert nei panni della ceramista Charlotte Möller e ha ricevuto il Bambi per la sua interpretazione lì. È apparsa al fianco di Thomas Fritsch nel 1989 nella serie televisiva in undici parti Rivalen der Rennbahn nei panni della stilista e moglie del fantino Monika Adler. Dal 1989 al 1995 ha interpretato il ruolo secondario della baronessa von Bernried nelle prime sei stagioni della serie per famiglie La casa del guardaboschi . Ha avuto un altro ruolo in una serie continua al fianco di Günter Macknei panni di Margot Sanwaldt nella serie televisiva Alle meine Töchter dal 1994 al 1999. Dal 2002 al 2006 ha interpretato il ruolo principale della sorella Charlotte "Lotte" Albers al fianco di Fritz Wepper nella serie televisiva ARD Un ciclone in convento ed è apparsa in un totale di 65 episodi fino alla quinta stagione. Nel 2006, il ruolo le è valso il Bavarian Television Award nella categoria "Migliore attrice di una serie". Janina Hartwig le succedette come suora Johanna "Hanna" Jakobi. Nella stagione 8 ha avuto un'apparizione come ospite nell'episodio 100. Nel 2012, ha fatto un'ultima apparizione nei panni dell'infermiera Lotte nel terzo episodio speciale natalizio della serie, intitolato Per l'amor del cielo, missione impossibile.
Oltre al suo lavoro davanti alla telecamera, Speidel lavora anche come doppiatrice. Tra gli altri, ha prestato la voce a Marcia Gay Harden (Space Cowboys), Helen Hunt (Qualcosa è cambiato) e Sean Young (Blade Runner) e al rospo Itsche nell'adattamento cinematografico ARD del 2014 della fiaba dei Grimm.
Speidel ha pubblicato diversi libri come autrice a partire dal 2003. Il suo primo libro, Kinder schreiben für Horizont, contiene pensieri, storie e poesie scritte da bambini. Nel 2008 ha pubblicato le sue più belle storie di Natale. Nel 2009, 2011, 2013 e 2014 sono state pubblicate Wir haben gar kein Auto …: Mit dem Rad über die Alpen, Zwei Esel auf Sardinien, Ahoi, Amore! und Wir haben doch ein Auto! quattro opere autobiografiche per la Ullstein Verlag, che scrisse insieme al suo compagno di allora Bruno Maccallini.
Nell'autunno del 2022, ha preso parte alla settima stagione del programma televisivo The Masked Singer nei panni del tricheco "Waltraut" ed è stata eliminata nel secondo episodio. Si è posizionata all'ottavo posto.

## Vita privata

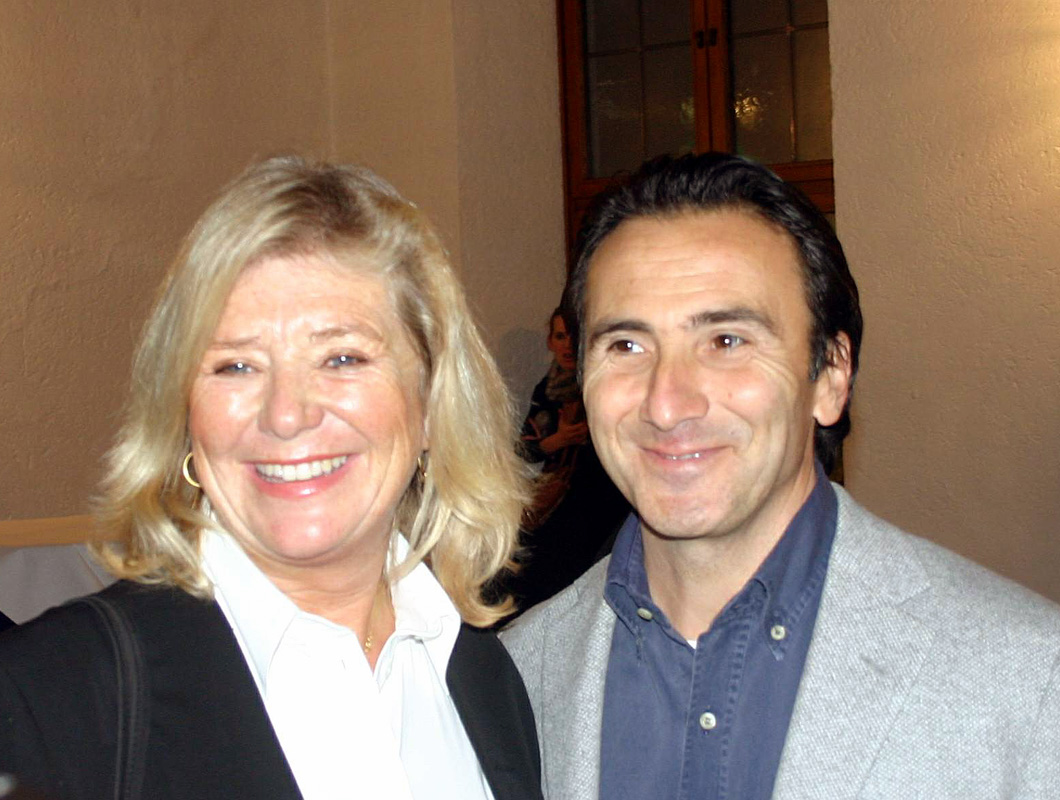
Jutta Speidel con il suo ex compagno Bruno Maccalini

Mentre girava la serie televisiva Drei sind einer zuviel Speidel conobbe Herbert Herrmann, con il quale visse dal 1977 al 1982. Dal 1984 fino al 1991 è stata sposata con il commerciante di legname Stefan Feuerstein; dal matrimonio nacque la figlia Antonia, cantante lirica e attrice. Dal 2003 fino al 2013 ha avuto una relazione con l'attore italiano Bruno Maccallini che frequentò tra Monaco di Baviera e Roma. Speidel ha una seconda figlia Franziska, della quale non ha mai voluto rivelare la paternità. Nel 1997 ha fondato un'organizzazione benefica per i bambini senzatetto e le loro madri. Vive a Monaco.

## Filmografia parziale

### Cinema
- Rapporto sul comportamento sessuale delle studentesse (Schulmädchen-Report: Was Eltern nicht für möglich halten), regia di Ernst Hofbauer (1970)
- Poliziotto - Solitudine e rabbia, regia di Stelvio Massi (1980)
- Berlino - Opzione zero (Judgment in Berlin), regia di Leo Penn (1988)

### Televisione
- Die letzten Ferien, regia di Rainer Erler – film TV (1975)
- Fleisch, regia di Rainer Erler – film TV (1979)
- Un ciclone in convento (Um Himmels Willen) – serie TV, 67 episodi (2002-2012)

## Riconoscimenti
- Hersfeld-Preis
  - 1984
  - 1989